# Ровио, Густав Семёнович
Гу́став (Кустаа) Семёнович Ро́вио (фин. Kustaa Adolf Simonpoika Rovio, Кустаа Адольф Симонпойка Ровио. До 1910 года носил фамилию Ра́велин; 11 января 1887 — 21 апреля 1938) — советский партийный деятель, участник революционного движения в России и Финляндии. Первый секретарь Карельского обкома ВКП(б) (1929—1935).

## Биография

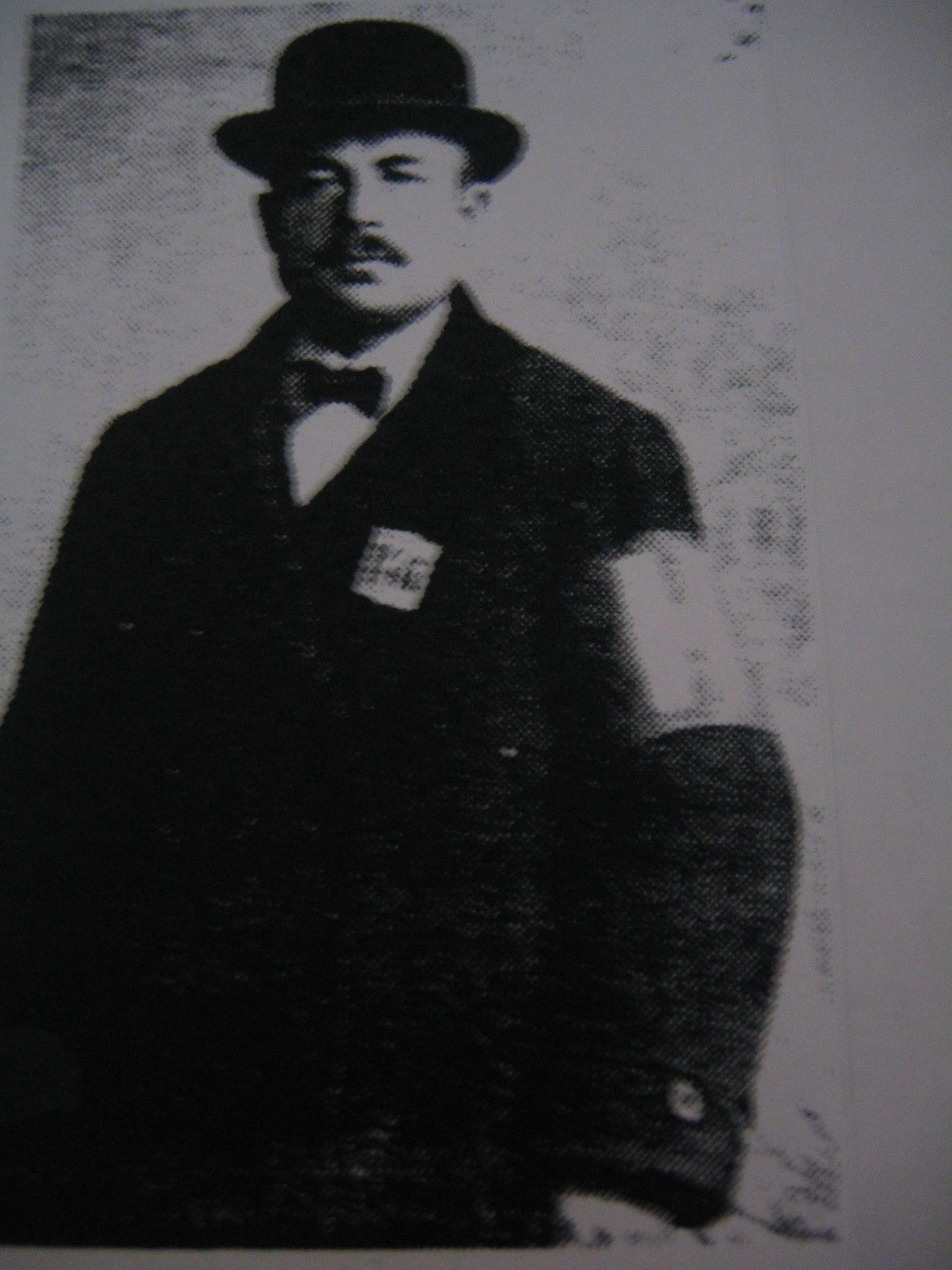
Хельсинки (1918)

Родился в Санкт-Петербурге в семье рабочего, финн.
В 12 лет начал работать рассыльным в мастерских, затем токарем на заводе «Атлас», начал посещать марксистские кружки.
9 января 1905 года участвовал в шествии к Зимнему дворцу. В декабре 1905 года принят в РСДРП(б).
В 1907 году за участие в революционном движении арестован и выслан в Вологду, откуда бежал. В 1910 году вновь арестован и выслан в Тулу. Бежал оттуда в том же году в Финляндию, где стал членом Социал-демократической партии Финляндии.
В 1913—1915 годах работал секретарём ЦК Социал-демократического союза молодежи Финляндии. В ходе Февральской революции социал-демократические и рабочие организации выдвинули Густава Ровио на пост начальника милиции Гельсингфорса.
Перед Октябрьской революцией в августе 1917 года на квартире Ровио укрывался Ленин.
После поражения в гражданской войне Густав Ровио, скрываясь от преследования, бежал из Финляндии в Советскую Россию.
В 1920—1926 годах — комиссар Петроградской интернациональной военной школы, проректор Ленинградского отделения Коммунистического университета национальных меньшинств Запада.
Участник подавления Кронштадтского восстания и Ухтинского восстания в составе отряда красных финских курсантов.
C июля 1929 года — первый секретарь Карельского областного комитета ВКП(б).
Избирался делегатом Всероссийского XV, XVI и Всесоюзного VI, VII съездов Советов, членом ЦИК Карельской Автономной ССР IX и X созывов.
С января 1935 года работал в Москве членом Верховного суда СССР.
10 июля 1937 года арестован.
21 апреля 1938 года осужден Военной коллегией ВС СССР к высшей мере наказания по обвинению в контрреволюционном троцкистском заговоре по делу «Гюллинга — Ровио». В тот же день расстрелян на полигоне «Коммунарка» под Москвой.
Реабилитирован 16 июля 1955 года.

## Память
- Стадион «Юность» в Петрозаводске в начале 1930-х годов носил имя Г. Ровио.
- В Петрозаводске именем Густава Ровио названа улица, установлен памятник.
- В 1974 году Министерство образования Финляндии предоставило в пользование финскому «Музею Ленина» бывшую хельсинкскую квартиру Г. Ровио. В 1976 в квартире была оборудована Ленинская мемориальная комната. В 1995 году мемориальная квартира была закрыта[3].
- До 1936 г. именем Ровио назывались две улицы в нынешнем городе Медвежьегорске в поселках Октябрьский (переименована в Октябрьскую) и Дзержинский (переименована в улицу Карла Либкнехта)[4].

## Киновоплощение
- !975 — «Доверие». В роли Густава Ровио — Ееро Салми